# Acacia pumila
Acacia pumila é uma espécie de leguminosa do gênero Acacia, pertencente à família Fabaceae.